# Гемофобія
Гемофобія чи Гематофобія (від дав.гр. αἷμα — кров і φόβος — страх) — страх перед кровотечею, переливанням крові, кривавими ранами, втратами крові чи кров'яним тиском. Протилежною фобією є гематофілія — сексуальне збудження від крові. Також дослідники фобій, які стосуються крові групують страхи на боязнь перед кров'ю, страх травмуватись, страх ін'єкцій та хірургічного втручання. Гемофобія входить до числа 30 найбільш поширених фобій разом із соціофобією, аерофобією та арахнофобією, і найчастіше з'являється у дитинстві. Середній вік початку фобії складає 9,3 року у хлопчиків та 7,5 років у дівчаток.

## Симптоми у дітей
Найчастіше дітки починають різко плакати, ховаються та відмовляються залишити батьків (чи рідних), якщо бачать поруч кров. Також можливі раптові істерики.

## Симптоми у дорослих
Часто люди не висловлюють проблему боязні крові в будь-яких її проявах, однак, зіткнувшись з видом своєї або чужої крові, починають закривати очі, можуть відсахнутися і, навіть, втратити свідомість. Непритомність при виді крові найчастіше пояснюється надмірною вазовагальною реакцією, яка виникла в ході еволюції реакції, і метою якої є уповільнити частоту серцебиття та знизити кров'яний тиск. Таким чином, кров приливає до ніг і в мозок надходить менше крові та кисню. Людина відчуває запаморочення, слабкість, розлад свідомості. Подібна реакція можлива також, якщо людина з гемофобією побачить кров, наприклад, у кінострічці або просто уявить ситуацію коли хтось стікає кров'ю.
Гемофоб може опинитися в шоковому стані при появі кровотечі або від сильного болю у результаті травми. Ступінь шоку при цьому часто непропорційна фактичній втраті крові. В цьому випадку атонічна та парасимпатична реакція є своєрідним рефлексом, який є необхідним для того, щоб мінімізувати небажані наслідки травми.
В ході одного з досліджень даної фобії, коли учасники повинні були переглядати фільм з елементами насилля та сценами крові, найпершими симптомами були збільшення частоти серцебиття та підвищення артеріального тиску. Безпосередньо до та під час фільму в учасників дослідження відбулося різке падіння частоти серцевих скорочень та артеріального тиску. Приблизно одна чверть гемофобів в цьому дослідженні знепритомніли або були близькі до цього стану. А проте, гемофобу подібна реакція може піти на користь: існує гіпотеза про те, що втрата свідомості від вигляду крові може бути захисним біологічним механізмом, який в разі реальної травми не дозволяє людині зробити що-небудь, що може спровокувати подальшу втрату крові.

## Причини
У більшості випадків визначити конкретну причину неможливо. У 1989 році в «Енциклопедії фобій, страхів і тривожних розладів» було процитовано слова доктора Бенджаміна Раша про гемофобію: «У кожній людській істоті присутній вроджений страх перед видом крові, що пояснюється, можливо, необхідністю оберігатися від отримання ран або забороною наносити рани оточуючим».
Однією з можливих причин може бути генетична схильність, пережита раніше травма, яка прямо або опосередковано пов'язана з кров'ю. Крім того, на виникнення гемофобії впливає наявність надмірно дбайливих чи з генералізованим тривожним розладом батьків або вихователів.

## Лікування
- в Швеції було проведено дослідження серед пацієнтів з гемофобією, яке показало, що більшості пацієнтів подолати фобію допомогло відвідування терапевтичного сеансу з використанням методу «прикладної напруги», який полягає в тому, що терапевт навчає пацієнта психосоматично підвищувати свої кров'яний тиск та частоту серцебиття. Таким чином, знижується ризик знепритомнення пацієнта у разі, якщо він побачить кров.
- експозиційна терапія
- когнітивна терапія
- релаксація
- медикаментозне лікування (у складних випадках)

## Вплив на суспільство
Страх крові буває настільки потужним, що реально може загрожувати нормальному існуванню людини в рамках суспільства. Наприклад, якщо потрібно зробити певні процедури як операцію, переливання крові, ін'єкцію чи просто відвідати стоматолога. Гемофоби можуть уникати спілкування з хворими, відмовлятись від госпіталізації, уникати новин чи фільмів, де потенційно відчувають, що можлива присутність крові. Крім того, вибір їх професійної діяльності теж звужується. У жінок, крім вище згаданого, додається страх перед вагітністю, оскільки цей процес передбачає ряд процедур та обстежень, де неможливо  уникнути виду крові.
Інколи, гемофоби стають вегетеріанцями чи веганами, щоб зайвий раз не травмувати свою психіку.